# Benslimane
Benslimane ou Ben Slimane, Bin Sulaymān, Bin Sulīmān ou ainda Camp Boulhout (em árabe: بنسليمان) é uma cidade do centro-norte de Marrocos, capital da província homónima, que faz parte da região de Chaouia-Ouardigha. Em 2004 tinha 45 195 habitantes e estimava-se que em 2012 tivesse 50 124.
Situada a pouco mais de 20 km da costa atlântica, 60 km a sudoeste de Rabat e à mesma distância a leste Casablanca (distâncias por estrada), a região de Ben Slimane é conhecida pelo seu microclima, pelas suas flores e as suas florestas e são populares entre os caçadores de javalis. As florestas estão entre as mais importantes de Marrocos e ocupam mais de 60 000 hectares; são constituídas principalmente por azinheiras, tuias, e outros ciprestes (Cupressus).